# Кућа змаја
Кућа змаја (енгл. House of the Dragon) америчка је телевизијска серија коју су створили Рајан Кондал и Џорџ Р. Р. Мартин за HBO. Преднаставак је серије Игра престола (2011—2019) и друга серија у франшизи Песма леда и ватре. Темељи се на Мартиновом роману Ватра и крв из 2018. Серија је смештена око 100 година након уједињења Седам краљевстава, скоро 200 година пре догађаја из Игре престола и 172 године пре рођења Денерис Таргарјен. Бележи догађаје који су довели до почетка краја династије Таргарјен, као и разарајућег грађанског рата познатог као „Плес змајева”.
Серија је наручена у октобру 2019, док је кастинг почео у јулу 2020, а снимање у априлу 2021. у Уједињеном Краљевству. Премијера је емитована 21. августа 2021, док се прва сезона састоји од десет епизода. Пет дана после премијере, наручена је друга сезона. Прва епизода друге сезоне емитована је 16. јуна 2024, док се сезона састоји од осам епизода. У јуну 2024, пре премијере друге сезоне, наручена је трећа сезона серије.
Прва сезона је добила позитивне рецензије критичара, уз похвале за развој ликова, сценарио, музику и глумце. Међутим, критиковани су темпо, посебно временски скокови и тамно осветљење неких сцена. Премијеру серије је током првог дана пратило преко 10 милиона гледалаца преко линеарних канала и платформе HBO Max, што је највише у историји ове мреже.

## Улоге
| Глумац                   | Улога                     |
| ------------------------ | ------------------------- |
| Педи Консидајн           | краљ Висерис Таргарјен    |
| Мет Смит                 | принц Демон Таргарјен     |
| Ема Д’Арси               | принцеза Ренира Таргарјен |
| Мили Алкок (млада)       | принцеза Ренира Таргарјен |
| Рис Иванс                | сер Ото Хајтауер          |
| Стив Тусен               | лорд Корлис Веларион      |
| Ив Бест                  | принцеза Ренис Таргарјен  |
| Соноја Мизуно            | Мизарија                  |
| Фабијен Франкел          | сер Кристон Кол           |
| Оливија Кук              | леди Алисент Хајтауер     |
| Емили Кери (млада)       | леди Алисент Хајтауер     |
| Грејам Мактавиш          | сер Харолд Вестерлинг     |
| Метју Нидам              | Ларис Стронг              |
| Џеферсон Хол             | лорд Џејсон Ланистер      |
| Џеферсон Хол             | сер Тиленд Ланистер       |
| Хари Колет               | принц Џасерис Веларион    |
| Лио Харт (млад)          | принц Џасерис Веларион    |
| Том Глин-Карни           | принц Егон Таргарјен      |
| Тај Тенант (млад)        | принц Егон Таргарјен      |
| Еван Мичел               | принц Емонд Таргарјен     |
| Лео Ештон (млад)         | принц Емонд Таргарјен     |
| Фија Сабан               | принцеза Хелена Таргарјен |
| Иви Ален (млада)         | принцеза Хелена Таргарјен |
| Бетани Антонија          | леди Бела Таргарјен       |
| Шани Сметерст (млада)    | леди Бела Таргарјен       |
| Фиби Кемпбел             | леди Рена Таргарјен       |
| Ева Осеи-Гернинг (млада) | леди Рена Таргарјен       |

## Епизоде
| Сезона | Сезона | Епизоде | Епизоде | Оригинално емитовање | Оригинално емитовање |
| Сезона | Сезона | Епизоде | Епизоде | Премијера            | Финале               |
| ------ | ------ | ------- | ------- | -------------------- | -------------------- |
|        | 1.     | 10      | 10      | 21. август 2022.     | 23. октобар 2022.    |
|        | 2.     | 8       | 8       | 16. јун 2024.        | 4. август 2024.      |

### 1. сезона (2022)
| Бр. еп. (укупно) | Бр. еп. (у сезони) | Наслов              | Редитељ           | Сценариста                  | Премијера           | Гледаност у САД (милиони) |
| --- | ------------------ | ------------------- | ----------------- | --------------------------- | ------------------- | ------------------------- |
| 1 | 1                  | Змајеви наследници  | Мигел Сапочник    | Рајан Кондал                | 21. август 2022.    | 2,17                      |
| Након смрти обојице синова, стари краљ Џехерис I Таргарјен сазива Велико веће да одабере наследника. Лордови Вестероса бирају Џехерисовог најстаријег мушког унука, принца Висериса, уместо принцезе Ренис, најстаријег унучета старог краља. Девет година након почетка своје владавине, краљ Висерис организује турнир како би прославио трудноћу краљице Еме Ерин, уверен да она носи његовог дуго очекиваног мушког наследника. Мало веће занемарује упозорење господара бродова лорда Корлиса Велариона да Тријархија, савез Слободних градова Есоса, прети да заузме морске путеве Вестероса. Краљева десница, сер Ото Хајтауер, критикује Висерисовог брата и наследника, принца Демона, због његове бруталности као команданта Градске страже. На турниру, млади сер Кристон Кол, витез простог порекла, надмашује Демона. У међувремену, Ема пролази кроз порођајне муке, а Висерис у нади да ће спасити дете дозвољава да јој се изврши царски рез, знајући да његова супруга неће преживети. Њихов новорођени син, Белон, умире убрзо након тога. Висерис одбија молбе већа да именује новог наследника све док Ото не открије да је Демон подругљиво назвао Белона „Једнодневним наследником”. Бесан, Висерис протерује Демона из Краљеве Луке и именује своје једино живо дете, принцезу Рениру, наследницом Гвозденог престола, откривајући јој сан Егона Освајача који га је инспирисао да уједини Вестерос. |                    |                     |                   |                             |                     |                           |
| 2 | 2                  | Принц лупеж         | Грег Јајтанс      | Рајан Кондал                | 28. август 2022.    | 2,26                      |
| Шест месеци касније, Демон је без краљеве дозволе заузео утврђење Змајкамен. Када кнез-адмирал Крагас Драхар, познат као Хранитељ Ракова, нападне архипелаг Степенице по налогу есоске Тријархије, Мало веће одбацује Ренирин предлог да покажу своју силу. Уместо тога, Ренира је послата да именује новог витеза Краљеве гарде. Игноришући савете других, она бира сер Кристона, јединог витеза са стварним борбеним искуством. Сер Ото шаље своју младу ћерку, леди Алисент, да утеши ожалошћеног краља; она саветује Висериса да разговара са Рениром о својој краљевској дужности да се поново ожени. Лорд Корлис и његова супруга, принцеза Ренис, предлажу Висерису да сједине своје валиријске куће краљевим браком са њиховом дванаестогодишњом ћерком Леном. У међувремену, Мало веће сазнаје да је Демон, проглашавајући себе правим наследником, украо једно змајево јаје и намерава да ожени своју љубавницу, Мизарију, иако је већ ожењен. Ото и Мало веће плове до Змајкамена да поврате украдено јаје. Ренира их прати са својим змајем, Сираксом, и присиљава Демона да се одрекне својих узурпираних поседа и врати јаје. Висерис објављује своју намеру да се ожени Алисент, разбесневши Корлиса, који предлаже савез Демону. |                    |                     |                   |                             |                     |                           |
| 3 | 3                  | Други његовог имена | Грег Јајтанс      | Гејб Фонсека и Рајан Кондал | 4. септембар 2022.  | 1,75                      |
| Већ три године, лорд Корлис и принц Демон се боре са Хранитељом Ракова и његовим снагама на Степеницама без подршке Гвозденог престола. У међувремену, краљ Висерис планира велики лов како би прославио други рођендан свог и Алисентиног сина Егона. Ренира није задовољна очевом претераном пажњом према њеном полубрату Егону. Болесни краљ инсистира на томе да Ренира, која сада има седамнаест година, мора да се уда да би успоставила снажан савез и заштитила своју лозу. Разматра се мноштво удварача, укључујући и двогодишњег принца Егона. Лорд Лионел Стронг препоручује сер Ленора Велариона, сина лорда Корлиса, као потенцијалног просца, чиме би се поправио раскол између две куће. Превазилазећи претходне сумње, Висерис уверава Рениру да она остаје његова наследница и да може сама да изабере свог супруга. У међувремену, браћа Хоберт и Ото Хајтауер потајно планирају да поставе Егона за наследника, јачајући моћ и престиж своје породице. Након што се сер Вемонд Веларион замоли за краљеву помоћ, Висерис пристаје да пошаље помоћ на Степенице. Видећи подршку свог брата као крај своје прилике да се докаже, Демон креће сам на Хранитеља Ракова, побеђујући у бици која је уследила пре него што стигну крунске снаге. |                    |                     |                   |                             |                     |                           |
| 4 | 4                  | Краљ Уског мора     | Клер Килнер       | Ајра Паркер                 | 11. септембар 2022. | 1,81                      |
| После неуспешног вишемесечног бирања супруга, Ренира се враћа у Краљеву Луку. Демон се такође враћа након освајања већине Степеница. Сада познат као „Краљ Уског мора”, Демон се заклиње на верност Висерису и предаје му круну. Док помирена браћа славе, Алисент и Ренира се такође мире. Када падне мрак, Демон и Ренира се искрадају да истраже Краљеву Луку, пију, присуствују развратној представи и посећују јавну кућу. Демон заводи Рениру, али, у немогућности да конзумира њихов однос, он је напушта. Враћајући се у Црвену тврђаву, Ренира користи свој положај да примора сер Кристона да спава с њом. Обавештен од шпијуна познатог као „Бели Црв”, сер Ото говори краљу о Демоновом и Ренирином изласку. Алисент ово чује и приватно испитује Рениру, која одбацује оптужбе. Висерис се суочава са Демоном који, мамуран и рашчупан, наизглед потврђује гласине и предлаже да се ожени Рениром. Висерис тврди да Демон жели само круну и протера га у Дол. Да би избегао скандал и ојачао престо, Висерис наређује Ренири да се уда за сер Ленора Велариона. Висерис отпушта Ота на месту деснице након што га је Ренира оптужила да манипулише краљем ради личне користи. Велемештар Мелос даје Ренири абортивни чај из предострожности на Висерисов захтев. |                    |                     |                   |                             |                     |                           |
| 5 | 5                  | Ми осветљавамо пут  | Клер Килнер       | Шармен Деграте              | 18. септембар 2022. | 1,83                      |
| У Долу, Демон убија своју жену, леди Реу Ројс. Пре одласка из Краљеве Луке, сер Ото упозорава краљицу Алисент да ће Ренирин долазак на престо учинити Алисентину децу могућом претњом за круну, јер су они краљеви синови. Ренира и сер Ленор Веларион су верени. Разумевајући Ленорову хомосексуалност, Ренира предлаже да испуне своје краљевске дужности како би произвели наследнике, док би били слободни да имају љубавнике. Сер Кристон је понижен када Ренира одбије његов предлог да побегне у Есос и преузму нове идентитете; њој је дража њихова тренутна сексуална веза. Алисент испитује Кристона о Ренири и Демону, али због неспоразума он признаје да је Ренирин љубавник. Током прославе веридбе Ренире и Ленора, Алисент улази у дворану, прекидајући Висерисов говор, носећи зелену хаљину, сигналну боју за позив Хајтауера на оружје. Демон такође неочекивано долази на прославу. Суочен са Реином рођаком, Демон пориче да ју је убио и жели да потврди свој захтев да наследи њене поседе. Леноров љубавник, сер Џофри Лонмут, претпоставља да је Кристон Ренирин љубавник. Када Кристон помисли да му Џофри прети уценом, он га брутално убија, што разара Ленора и ужасава госте. Ренира и Ленор су се приватно венчали касно те ноћи. Висерис се руши након церемоније. У међувремену, Алисент интервенише кад се осрамоћени Кристон спрема да изврши самоубиство. |                    |                     |                   |                             |                     |                           |
| 6 | 6                  | Принцеза и краљица  | Мигел Сапочник    | Сара Хес                    | 25. септембар 2022. | 1,86                      |
| Десет година касније, Ренира је родила три сина — Џасериса, Лусериса и новорођеног Џофрија. Ниједан од њих нема валиријску сребрнасту косу, али краљ Висерис одбацује тврдњу краљице Алисент да сер Ленор није њихов отац. Алисент говори Егону да мора да се припреми да једног дана оспори Ренирино право на Гвоздени престо, јер ће он, као Висерисов прворођени син, увек бити претња за њу, а његов живот не би био сигуран ако би она постала краљица. Демон и његова супруга, Лена Веларион, посећују Пентос са ћеркама Белом и Реном. Тамошњи кнез им нуди земље у замену за савез против Тријархије. Неспособна да се породи током мучног порођаја, Лена наређује свом змају Вагару да је спали. Сер Кристон, који сада служи Алисент, подстиче сер Харвина Стронга да га нападне имплицирајући да је Харвин отац Ренирине деце. Да би ублажила породичне свађе, Ренира предлаже Џасерису да се ожени Хеленом, Алисентином ћерком, што Алисент одбија јер верује да је Џасерис копиле. Убрзо након тога, осрамоћени сер Харвин опрашта се са Рениром и њеним синовима пре него што га његов отац, краљева десница, сер Лионел, отпрати до замка Харендвор. Снажно се наговештава да је сер Харвин у ствари биолошки отац Ренирина три сина. Алисент се поверава млађем сину сер Лионела, Ларису, да жели да њен отац, сер Ото, поново буде краљева десница. Ларис регрутује три криминалца да подметну пожар у Харендвору, убијајући Лионела и Харвина. Ренира сели своје домаћинство на Змајкамен, доводећи и Леноровог љубавника, сер Карла Корија. |                    |                     |                   |                             |                     |                           |
| 7 | 7                  | Плавикрај           | Мигел Сапочник    | Кевин Лау                   | 2. октобар 2022.    | 1,88                      |
| Краљ Висерис и његов двор присуствују сахрани леди Лене у Плавикрају. Ренира и Демон улазе у физичку везу. У међувремену, Висерис не успева да се помири са Демоном. Принц Емонд тврди да је Вагар његов змај, што доводи до сукоба са његовим рођацима и нећацима у којем Лусерис ножем ископа Емондово око. Тражећи правду, краљица Алисент насрће на Лусериса са Висерисовим бодежом од валиријског челика како би му ископала око. Ренира спречава Алисент, али се том приликом повреди. Након потезања тврдњи да су Ренирини синови копилад, Висерис декретом објављује да ће свакоме ко доведе у питање њихов легитимитет бити ишчупан језик. Касније, бивша краљева десница, Ото Хајтауер уверава Алисент да ће победити, док се Ренира и Демон удружују против Алисент и њене породице. Да би продужила чисту лозу Велариона, принцеза Ренис предлаже да лорд Корлис пренесе своју титулу преко своје унуке, Беле у браку са принцем Лусерисом, пошто Ленор није оставио потомство. Чини се да сер Карл убија Ленора, док схрвани и неутешни Ренис и Корлис верују да угљенисано тело припада њиховом сину. Демон и Ренира се приватно венчавају у старој традицији валиријских змајских господара да би овековечили крвну лозу Таргарјена. У међувремену је приказано да је Ленор, након што је лажирао своју смрт, тајно побегао из Плавикраја са сер Карлом. |                    |                     |                   |                             |                     |                           |
| 8 | 8                  | Господар плима      | Гита Васант Пател | Ајлин Шим                   | 9. октобар 2022.    | 1,73                      |
| Шест година касније, лорд Корлис Веларион је тешко рањен у борби на Степеницама. Његов брат, сер Вемонд, стиже у Краљеву Луку да би захтевао од краља да га именује за Корлисовог наследника. Ренира и Демон се враћају у престоницу да одбране Лусерисово право. Краљ Висерис је сада прикован за кревет, унакажен и ментално дезорјентисан. Краљица Алисент и краљева десница, Ото Хајтауер, надгледају све краљевске послове. Алисент покрива принца Егона који је силовао слушкињу. Ренира предлаже два брака са кућом Веларион да би добила подршку принцезе Ренис. Она преклиње Висериса да одбрани њено наследно право, цитирајући сан Егона Освајача о Принцу који је обећан. Док Вемонд излаже своју молбу пред већем, Висерис, једва ходајући, улази и проглашава Лусериса наследником Плавикраја. Демон одруби главу Вемонду када овај оптужи Рениру да је курва, а њена децу копилад. Чини се да се породица помирила током гозбе, али након што Висерис оде, Емонд подстиче свађу инсинуирајући да су Ренирина три најстарија сина ванбрачна. У међувремену, Алисентина дворска дама, Талија, редовно даје информације Демоновој бившој љубавници, Мизарији. Висерис, на самрти, мрмља делове сна Егона Освајача, за које Алисент погрешно верује да се односе на њиховог сина Егона. |                    |                     |                   |                             |                     |                           |
| 9 | 9                  | Зелено веће         | Клер Килнер       | Сара Хес                    | 16. октобар 2022.   | 1,56                      |
| Након Висерисове смрти, сер Ото и Мало веће планирају крунисање принца Егона. Сер Кристон убија лорда Бизберија, који се супротставио овоме. Лорд заповедник Краљеве гарде, Харолд Вестерлинг, подноси оставку у знак протеста. Ото чува Висерисову смрт као тајну да би ојачао позицију већа, а затим приморава племените куће да обећају своју верност Егону. Они који се опиру бивају заточени или обешени. Ото и Алисент разговарају о томе да ли да убију или протерају Рениру и одвојено крећу да пронађу несталог принца Егона и саопште му вести: Ото шаље браћу из Краљеве гарде, сер Ерика и сер Арика Каргила, док Алисент задатак поверава сер Кристону и принцу Емонду. Каргилови први проналазе Егона, али га Кристон и Емонд на силу одводе. Лорд Ларис каже Алисент да се шпијуни, укључујући и њену дворску даму, Талију, налазе у Црвеној тврђави. Алисент одобрава уклањање главног шпијуна. Алисент убеђује невољног Егона да искористи своје право по рођењу. Грађани Краљеве Луке су доведени у Змајиште да присуствују Егоновом крунисању. Принцеза Ренис, одбијајући да подржи Егоново право, је заробљена. Ерик је ослобађа и она улази у пећине Змајишта. Узјахајући своју змајицу, Мелису, она насилно проваљује у велику дворану испод несвесних цивила, изазивајући хаос и смрт; змајица урличе на посматраче из краљевске породице пре него што Ренис побегне из Краљеве Луке на Мелисиним леђима. |                    |                     |                   |                             |                     |                           |
| 10 | 10                 | Црна краљица        | Грег Јајтанс      | Рајан Кондал                | 23. октобар 2022.   | 1,85                      |
| Принцеза Ренис стиже на Змајкамен да пренесе вести о смрти краља Висериса и ступању принца Егона на престо; вест шокира Рениру и она прерано рађа мртворођенче. Демон притиска Рениру да крене у рат. Када сер Ерик донесе Висерисову круну, Ренира је проглашена краљицом. Сер Ото Хајтауер представља услове краља Егона II за Ренирину предају, укључујући задржавање њене краљевске титуле и Змајкамена, и права њених синова да наследе Плавикрај; Демон је бесан када Ренира одлучи да размисли о томе да пристане како би ујединила краљевство против претње са севера коју је предвидео сан Егона Освајача. Лорд Корлис обећава оданост куће Велариона Ренириној „Црној” фракцији; Демон планира да регрутује још јахача змајева и буди великог змаја који хибернира у пећини. Принчеви Џасерис и Лусерис су послати као изасланици да обезбеде савезништва кућа Ерин, Старк и Баратеон. Лусерис се састаје са лордом Боросом Баратеоном и открива да је принц Емонд такође дошао да осигура Баратеоне као савезнике Егона II. Краљ Егон II понудио је Боросу политички савез кроз брак између његове ћерке и Емонда, док Ренира није понудила ништа. Лусерис одлази на свом змају, Араксу, али Емонд га прогони на Вагару. Раздражљиви змајеви пркосе својим јахачима; Аракс бљује ватру на Вагара; Вагар затим прождире Лусериса и Аракса, на изненађење Емонда. Ренира је схрвана и бесна када прими вест о овоме. |                    |                     |                   |                             |                     |                           |

### 2. сезона (2024)
| Бр. еп. (укупно) | Бр. еп. (у сезони) | Наслов                 | Редитељ           | Сценариста    | Премијера       | Гледаност у САД (милиони) |
| --- | ------------------ | ---------------------- | ----------------- | ------------- | --------------- | ------------------------- |
| 11 | 1                  | Сина за сина           | Алан Тејлор       | Рајан Кондал  | 16. јун 2024.   | 1,32                      |
| На Зиду, Креган Старк обећава Џасерису Таргарјену 2.000 војника за Ренирине снаге. Ренира лети у Крајолуј и прегледа остатке Аракса, Лусерисовог змаја. Ренис одбија Демонову команду да заједно крену на и убију Емонда и његовог змаја Вагара како би се осветили за Лусериса. Егон II покушава да буде добар краљ, док његов деда, Ото Хајтауер, позива на уздржаност у помагању простом народу, који је погођен поморском блокадом Велариона. Егон доводи свог младог сина и наследника Џехериса у Мало веће да започне обуку. Ларис игра на Алисентин страх од издаје. Враћајући се на Змајкамен, Ренира каже Демону да жели да се освети Емонду. Мизарија, пошто је преживела пожар у јавној кући, стиже на Змајкамен и бива затворена због издаје. Демон јој нуди слободу у замену за помоћ у регрутовању двојице убица. Шуњајући се у Краљеву Луку, Демон подмићује хватача пацова познатог као „Сир” и чувара Градске страже под надимком „Крв” да убију Емонда. Не могавши да га пронађу, њих двојица улазе у Хеленине одаје и убијају Џехериса. Хелена, носећи Џехерисову сестру близнакињу, Џехеру, бежи у одају своје мајке Алисент, где су она и Кристон Кол заједно у кревету. |                    |                        |                   |               |                 |                           |
| 12 | 2                  | Ренира Сурова          | Клер Килнер       | Сара Хес      | 23. јун 2024.   | 1,30                      |
| Убиство принца Џехериса изазива хаос; краљ Егон журно окупља своје Мало веће, желећи да се освети Ренири. Ото предлаже јавну сахрану да би укаљао Ренирин углед међу народом. У посмтрној поворци, гласник пева „Ренира Сурова”, док Алисент и Хелена примају саучешће народа. Стражар Градске страже „Крв” је ухваћен; признаје лорду Ларису да је Демон унајмио њега и његовог саучесника, њему непознатог хватача пацова. На Змајкамену, Ренира се брине да је њена популарност укаљана. Сумњајући да је Демон наредио Џехерисову смрт у случају Емондовог одсутва, Ренира му говори да му више не верује. Демон затим лети у Харендвор да регрутује савезнике. Пошто је избегао атентат, Емонд, кајући се због Лусерисове смрти, тражи утеху у јавној кући. Сер Кристон наређује сер Арику да убије Рениру инфилтрирајући се на Змајкамен прерушен у свог брата близанца Ерика. Ренира даје Мизарији слободу. Приликом одласка са Змајкамена, Мизарија примећује како Арик стиже и обавештава стражара. Када Арик касније уђе у Ренирине одаје, Ерик упада и убија свог брата. Обузет тугом, он потом одузима себи живот. Егон јавно обеси све хватаче пацова, укључујући и „Сира”, разбесневши Ота, који се плаши популистичке побуне. Егон смењује Ота и на место краљеве деснице поставља сер Кристона.                                      |                    |                        |                   |               |                 |                           |
| 13 | 3                  | Запаљени млин          | Гита Васант Пател | Дејвид Хенкок | 30. јун 2024.   | 1,16                      |
| У Речним земљама, завађене породице Брекен и Блеквуд упуштају се у смртоносну битку због мањег спора. У покушају да се спречи рат, Ренис каже Ренири да би Алисент било могуће уразумити. Кристон предлаже храбар план за освајање Харендвора; Демон тамо стиже први, након чега му се сер Сајмон Стронг, кастелан, заклиње на верност. Те ноћи, Демон има визију младе Ренире како пришива одсечену Џехерисову главу на његово тело. Демон се буди, а непозната жена прориче његову смрт. Ренира шаље Рену, своју млађу децу и змајева јаја Ериновима како би заштитила лозу Таргарјена. Мизарија постаје Ренирина саветница, док Егон поставља Лариса за свог господара шапталица. У јавној кући, један човек тврди да је полубрат краља Висериса; стигавши тамо у пратњи својих штитоноша, Егон наилази на Емонда са Силви и сурово му се руга. Након што Бела, патролирајући на свом змају, уочи Кристонов одред на путу за Харендвор, чланови Ренириног већа позивају на рат са змајевима. Уместо тога, Ренира се ушуња у Краљеву Луку и тајно се састаје са Алисент, али не успева да преговара о мирном решењу. Она схвата да је Алисент погрешно разумела последње речи краља Висериса о „Егону”, које су се тицале снова Егона Освајача, а не Алисентиног сина Егона II.                                                                   |                    |                        |                   |               |                 |                           |
| 14 | 4                  | Црвени змај и злато    | Алан Тејлор       | Рајан Кондал  | 7. јул 2024.    | 1,24                      |
| Демон сања да обезглављује младу Рениру, која га је оптужила за издају. Архимештар Орвил припрема Алисент абортивни чај. Када га она упита кога је Висерис именовао за наследника он признаје да не зна. Кристон обезглављује лорда Дарклина од Сенодола, који је одбио да пружи верност Егону. Алис Речна говори Демону да је Харендвор уклет. Њен напитак за спавање изазива да он у халуцинацији види своју покојну жену, Лену Веларион. Ренира се враћа на Змајкамен и пристаје да у рату користи змајеве. Ренис се добровољно јавља да са својом змајицом Мелисом пође у борбу. Егон се жали да Емонд и Кристон планирају битке без њега, али Алисент каже да је он слаб краљ и препоручује му да укаже поштовање својим саветницима. Фрустриран и пијан, Егон лети Сунчевим Жаром у Гачково гнездо. Ренис на Мелиси спаљује Кристонове трупе док Емонд и Вагар чекају да је нападну из заседе. Када се Егон и Сунчев Жар приближе, Емонд одлаже напад. Док Мелиса напада Сунчев Жар, Емонд улеће и Вагар бљује ватру на оба змаја. Сунчев Жар пада са Егоном. Ренис и Мелиса нападају Вагара, који такође пада. Док Ренис кружи изнад, Вагар се изненада подиже и убија Мелису, гурнувши Ренис у њену смрт. Кристон, онесвешћен у борби, буди се и проналази Емонда, са мачем у руци, како стоји близу лежећег Егона и рањеног Сунчевог Жара. |                    |                        |                   |               |                 |                           |
| 15 | 5                  | Регент                 | Клер Килнер       | Ти Микел      | 14. јул 2024.   | 1,23                      |
| Корлис, Ренира и Бела оплакују Ренисину смрт. Кристон парадира Мелисином главом кроз Краљеву Луку, док скоро изгладнели народ то сматра лошим знаком. Егон је преживео, али је у коми и тешко опечен, док се Сунчев Жар сматра скоро мртвим; Кристон не говори Алисент шта се заиста догодило у бици. Демон сања о инцесту са својом мајком, која га назива својим омиљеним сином. Мало веће одбацује могућност Алисент као регента и уместо ње бира Емонда, због његовог пола и потребе за јахачем змајева на престолу. Емонд наређује да се градске капије затворе, спречавајући Хјуа Чекића и његову породицу да побегну. Џејн Ерин говори Рени да је желела зрелог змаја за заштиту, а не два младунчета змајева. У Близанцима, Џасерис добија оданост Фрејевих у замену за Харендвор. Ренира шаље Елинду у Краљеву Луку као шпијуна. Демон изјављује да ће владати као краљ када се подигне довољно велика војска; он наређује Блеквудима да нападну Брекене и присиљава их на оданост. Алис критикује његову немилосрдност, а речни господари осуђују његове злочине. Ренира жали због недостатка јахача за Вермитора и Сребрнокрилу, једине змајеве довољно велике да изазову Вагара; Џасерис предлаже да се потраже валиријски потомци у другим кућама.                                                                                     |                    |                        |                   |               |                 |                           |
| 16 | 6                  | Мали људи              | Андриј Парех      | Ајлин Шим     | 21. јул 2024.   | 1,30                      |
| Џејсон Ланистер води своју војску до Златног зуба. Његов вазал, Хамфри Лефорд, шаље Емонду захтев за сусрет, који је одбијен. Емонд жели да се Тиленд Ланистер удружи са Тријархијом како би прекинуо блокаду Велариона. Емонд наређује Кристону да маршира на Харендвор и отпушта Алисент из Малог већа. Сер Стефон Дарклин, који има таргарјенско порекло, покушава да укроти змаја Модровију, али бива спаљен. Демон сања о свом брату Висерису и сумња у лојалност Сајмона Стронга. Емонд наређује Ларису да позове Ота Хајтауера назад на двор. Егон, који се полако опоравља, говори Емонду да се не сећа битке. Гвејн уверава Алисент да је њен најмлађи син Дерон срдачан, за разлику од своје браће. Корлис именује Алина за првог официра свог водећег брода. Алиновог брата, Адама, прогања Модровија. Мизаријини шпијуни шире гласине да чланови краљевске породице живе раскошно док прост народ гладује. Мизарија шаље таргарјенске чамце натоварене храном до Краљеве Луке. Грађани хвале Рениру, али се сукобљавају око залиха; Алисент и Хелена једва преживљавају побуну. Мизарија открива Ренири да ју је њен отац сексуално злостављао и зашто јој је остала лојална. Њих две се потом страствено љубе. Када чује да Модровија има новог јахача, Ренира одлази на Сиракс да се суочи са њима.                                   |                    |                        |                   |               |                 |                           |
| 17 | 7                  | Црвена сетва           | Лони Перистер     | Дејвид Хенкок | 28. јул 2024.   | 1,22                      |
| Ренира се суочава са Адамом из Корита, новим јахачем Модровије, који јој обећава верност. Ужаснута што је уклоњена из Малог већа, Алисент се повлачи у Краљеву шуму. Ларис притиска велемештра Орвила да убрза Егонов опоравак. Док напушта Гнездо соколово са младим принчевима, Рена одлази да пронађе дивљег змаја. Мизарија говори Ренири да потражи змајско семе Таргарјена (копилад са валиријском крвљу) у Краљевој Луци као потенцијалне јахаче змајева. Нови лорд Речних земаља, Оскар Тули, нуди оданост Демону, али осуђује његово подло понашање. Он захтева Демонову скрушеност и да се спроведе правда за допуштање ратних злочина; Демон затим погуби Вилема Блеквуда због покоља Брекена. Демон има још једну визију Висериса, који га пита да ли заиста жели круну и њен терет. Џасерис се супротставља Ренири, тврдећи да би копилани као јахачи змајева могли да изазову моћ Таргарјена и да угрозе наследство због његовог сопственог ванбрачног порекла. На Ренирину заповест, Елинда и Алин испоручују потенцијалне јахаче на Змајкамен, међу њима и Хјуа и Алфа. Вермитор убија многе док га Хју не укроти; у међувремену, Алф узима Сребрнокрилу и лети изнад Краљеве Луке. Емонд га прогони на Вагару, али, како се приближава Змајкамену, он се брзо повлачи видевши Рениру са Сиракс, Вермитором и Сребрнокрилом.        |                    |                        |                   |               |                 |                           |
| 18 | 8                  | Краљица која икад беше | Гита Васант Пател | Сара Хес      | 4. август 2024. | 1,47                      |
| Тиленд Ланистер се удружује са Тријархијом, али прво мора да победи адмиралку Шарако Лохар у рвању у блату; он побеђује, импресионирајући је. Ларис убеђује Егона да побегну у Бравос где је сакривено злато из Харендвора, а затим да поврате престо након рата. Након неколико дана потраге, Рена проналази дивљег змаја. Гвејн изазива Кристона, који жали због рата. Из беса, Емонд уништава Оштри рт са Вагаром. Ренира, која се надала да ће чињеница да има више јахача змајева спречити сукоб, објављује рат. Алфово безобразно понашање разбесни Џасериса. Алин одбија Корлисове покушаје помирења. Ренира и Адам лете у Харендвор након што Сајмон Стронг пошаље упозорење да је Демон можда издајник. Алис води Демона до чувардрвета где он види будућност, укључујући Беле ходаче и Денерис Таргарјен; видећи себе као део веће приче, он се заклиње на верност новопридошлој Ренири. Емонд захтева да Хелена улети са Огњеним Сном у битку. Она одбија и предвиђа да ће Емонд умрети у рату, рекавши да њено убиство неће променити његову судбину. Уз Орвилову помоћ, Алисент се ушуња на Змајкамен, нудећи да преда Краљеву Луку Ренириним снагама; Ренира инсистира да Егон мора да умре како би се осигурала транзиција. Ото је накратко виђен у кавезу. Војници из целог Вестероса се припремају за рат.                         |                    |                        |                   |               |                 |                           |